# Brooklyn College

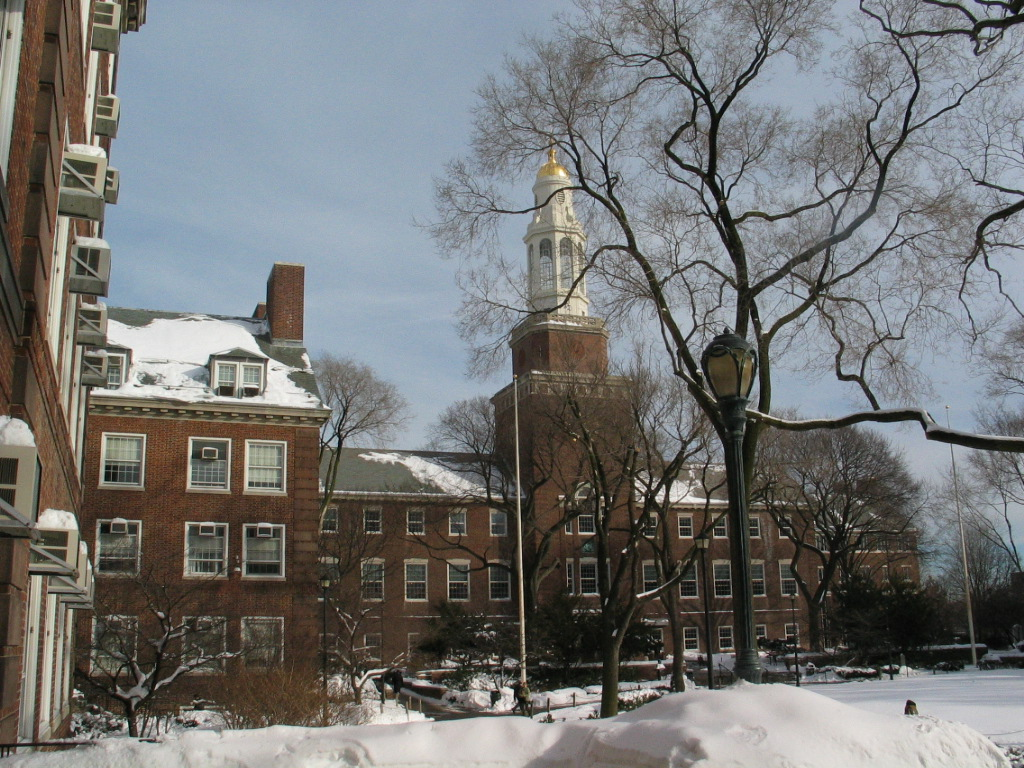
Brooklyn College sous la neige (janvier 2005).

Le Brooklyn College est un établissement d'enseignement supérieur de l'université de la ville de New York, situé à Brooklyn, New York, États-Unis. On y dispense un enseignement pluridisciplinaire, et malgré la réputation d'excellence de cet établissement, les droits d'inscription y sont délibérément moins élevés que ceux des autres grandes universités de Nouvelle Angleterre. Enfin, Brooklyn College est réputé pour la beauté de son campus, qui s'étend sur quelque onze hectares.
Inauguré en 1910 en tant qu'annexe de l'école normale d'instituteurs (City College for Teachers) de New York, cet établissement accueillit quelques lycéens dès 1917. En 1926, il ouvrit deux annexes à Downtown Brooklyn, l'une destinée aux jeunes filles (Hunter College) et l'autre aux garçons (City College of New York), qui dès 1930 furent autorisées à former un seul établissement mixte, sur avis favorable du New York City Board of Higher Education : c'est ainsi que Brooklyn College devint le premier lycée mixte de New York.

## Personnalités liées au collège

### Professeurs
- Le politologue Gabriel Almond y est professeur au début de sa carrière[2].
- John Hope Franklin, président du département histoire de 1956 à 1964[3],[4]
- Hannah Arendt, professeur de philosophie
- John Ashberry, poète et professeur
- Allen Ginsberg, poète et professeur
- Abraham Maslow, professeur de psychologie

### Étudiants
- Stanley Cohen, biochimiste, prix Nobel
- Roya Hakakian poétesse, journaliste et écrivaine irano-américaine
- Bernie Sanders, homme politique